# Sejum Mangascià

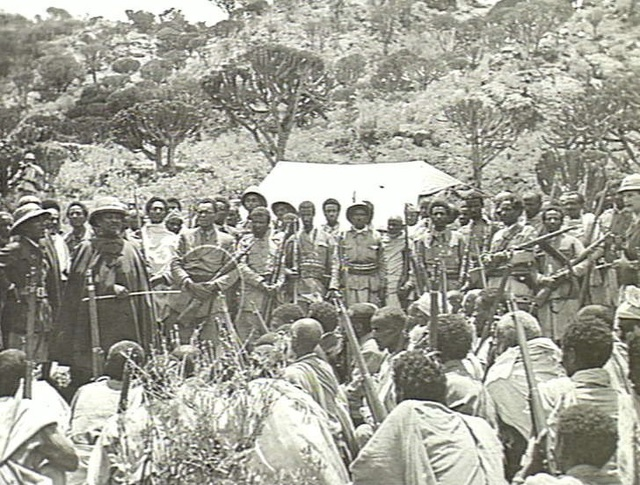
Sioum Mangascià przemawiający do podległych mu żołnierzy

Ras Sioum Mangascià (ur. 21 czerwca 1887, zm. 15 grudnia 1960) – etiopski wojskowy, dostojnik (Ras), kolaborant.

## Życiorys
Po ukończeniu akademii wojskowej w stolicy wstąpił do armii cesarskiej. Przed włoskim atakiem na kraj z ramienia cesarza zarządzał obszarem nad rzeką Mareb przy granicy z Włoską Erytreą. Prawdopodobnie jeszcze przed wojną został przekupiony przez członków włoskiego wywiadu. Po ataku Włoch na Etiopię wraz z Kassą Hajle Darege współdowodził wojskami w bitwie pod Tembien w styczniu 1936. Sejum wykazywał się w niej niekompetencją w podejmowaniu decyzji. Gdy Włosi przełamali linię obronną, odebrał dowodzenie Daregewiemu (kuzynowi cesarza) i kilka minut po tym zdarzeniu wydał rozkaz natychmiastowego odwrotu. Przez co linia frontu przesunęła się o kilkanaście kilometrów na korzyść wojsk nieprzyjaciela.
5 maja 1936 stał na czele grupy dostojników, która witała wojska Pietra Badoglia tryumfalnie wkraczających do Addis Abeby. W późniejszym okresie nawiązał przyjazne stosunki z władzami kolonialnymi. W lutym 1937 udał się w podróż do Rzymu, gdzie wręczył Mussoliniemu akt według treści, którego Abisynia oddaje się dobrowolnie w ręce Włochów, jako ich kolonia. Po powrocie do wówczas już Włoskiej Afryki Wschodniej brał udział w zabójstwie Bartłomieja, głowy ortodoksyjnego kościoła etiopskiego, który nawoływał ludność do walki z najeźdźcami. Wstąpił również do abisyńskiego oddziału partii faszystowskiej, gdzie pełnił funkcję denuncjatora.